# Fietspad

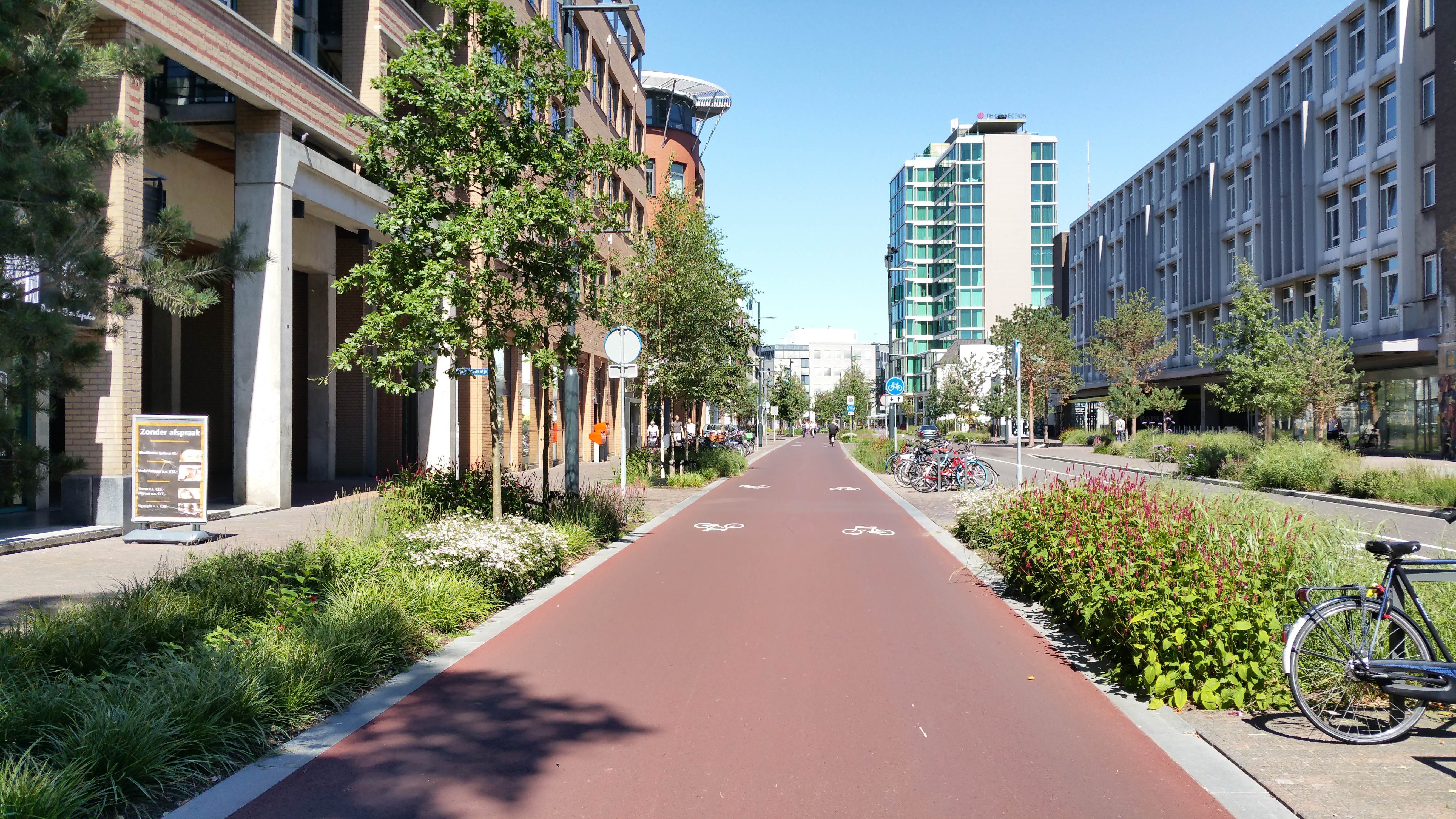
Voet- en fietspad naast weggedeelte voor autoverkeer

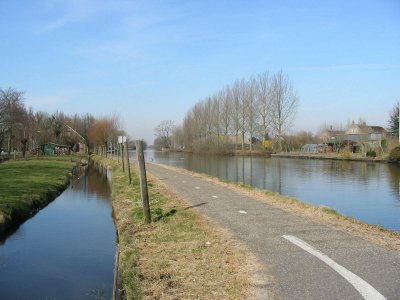
Fietspad langs de Oude Rijn

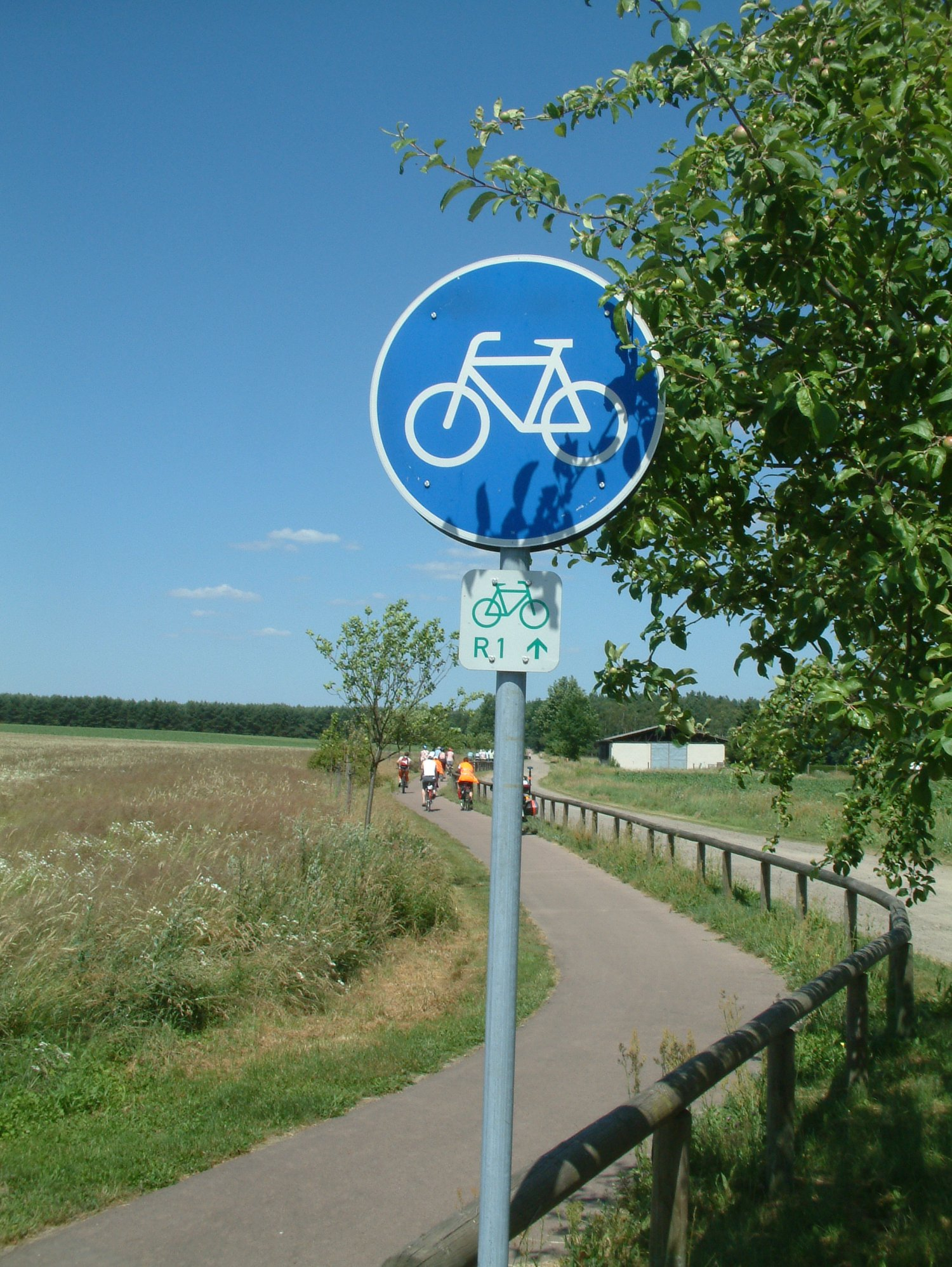
Fietspadbord in Duitsland met daaronder een wegwijzerbordje Duitse Radfernweg (LF-route)

Een fietspad, ook wel rijwielpad genoemd, is een weggedeelte of vrijliggend pad dat is gereserveerd voor het fietsverkeer en gelijkgestelde voertuigen zoals snorfietsen.
In Nederland en België zijn fietspaden een gebruikelijk verschijnsel. Ook in andere landen wordt meer fietsinfrastructuur gerealiseerd, maar soms moeten fietsers zonder de gebruikelijke maatregelen op de rijbaan of op het trottoir rijden.
Een fietspad is geen rijbaan. Een weg met een fietspad aan weerszijden is dus niet een weg met meerdere rijbanen. Heeft een weg geen voetpad of trottoir, maar wel een fietspad, dan mogen ook voetgangers het fietspad volgen.

## Geschiedenis

### Ontwikkelingen tot en met de Tweede Wereldoorlog
Rond het einde van de 19e en het begin van de 20e eeuw zijn in diverse landen voor het eerst weggedeeltes speciaal voor fietsers aangelegd. In de laatste decennia van de 19e eeuw gebeurde dat bijvoorbeeld in Duitsland en in de Verenigde Staten van Amerika. In september 1885 werd het wandelpad op de Maliebaan in Utrecht op zondagmiddag opengesteld voor rijwielen. Die plaats was ook het centrum van Het Nederlandsche Vélocipèdisten-Bond, de latere Algemene Nederlandse Wielrijdersbond (ANWB). De initiatiefnemer tot het fietspad was de later als zoöloog bekend geworden Anthonie Cornelis Oudemans, een van de weinige fietsers die zich niet bij een fietsvereniging had aangesloten.
Het eerste echte Nederlandse fietspad ontstond in 1896, en liep tussen Eeneind en het station Nuenen. In datzelfde jaar richtte de ANWB een wegencommissie op, die gemeentes ging aanmoedigen om fietspaden aan te leggen. Zelf opende de vereniging in 1898 haar eerst aangelegde pad in Den Haag aan de Stadhouderslaan.
In de 20e eeuw werd infrastructuur voor fietsers vooral in verband met het toenemende autoverkeer gerealiseerd. Vanaf 1900 nam het aanleggen van fietspaden een hoge vlucht, aanvankelijk vooral in Duitsland. Tot 1910 lagen daar fietspaden nog in het midden van de weg. Rond de jaren dertig werden ook in België, Denemarken, Frankrijk en Zwitserland steeds meer fietspaden aangelegd. De matige kwaliteit maakte de eerste fietspaden omstreden onder fietsers. Nederland verplichtte de fietsers, vanaf de Tweede Wereldoorlog, om gebruik te maken van de fietspaden.

### Tweede helft 20e eeuw – heden
Terwijl in de jaren zestig nog uitgebreide fietspadennetwerken werden aangelegd in Scandinavische steden zoals Helsinki, werden veel Duitse fietspaden weer afgebroken. Dit gebeurde om meer ruimte voor het autoverkeer te scheppen. In Nederland ervoeren veel fietsers ook dat het autoverkeer ruim baan kreeg ten koste van fietsinfrastructuur. Uit acties daaromtrent ontstond de Eerste Enige Echte Nederlandse Wielrijders Bond (ENWB, nu Fietsersbond geheten). Deze speelde vervolgens een rol bij de totstandkoming van het Masterplan Fiets. Dit project was overigens ook een reactie op succesvolle experimenten met nieuwe fietspadennetwerken in Denemarken. Verder nam in Duitsland de belangstelling voor fietsinfrastructuur weer toe.
Sinds de laatste decennia van de 20e eeuw worden in steeds meer Europese landen fietspadennetwerken aangelegd, verder uitgebreid of op elkaar aangesloten. De Europese Unie en op toeristisch fietsen gerichte projecten als EuroVelo stimuleren dit.

## Nederland
Op 21 april 1977 opende toenmalig minister Westerterp het eerste vrijliggende, rode fietspad in Tilburg.
Tot 1995 mochten in Nederland ook bromfietsers op het fietspad rijden.
Vanaf 15 december 1999 is er in Nederland onderscheid tussen 'fietspaden' en 'fiets/bromfietspaden'. De laatste komen vooral buiten de bebouwde kom voor. Een fietspad is alleen toegankelijk voor fietsers en snorfietsers, een fiets/bromfietspad ook voor bromfietsers.

## België
Ook in België zijn sinds begin jaren tachtig steeds meer fietspaden aangelegd. De aanleg van verkeersinfrastructuur is een gewestelijke bevoegdheid, dus de Vlaamse regering is hiervoor verantwoordelijk in Vlaanderen. In Wallonië en het Brussels gewest is de infrastructuur voor fietsers beperkter, deels vanwege het heuvelachtige terrein.

## Reguliere fietspaden

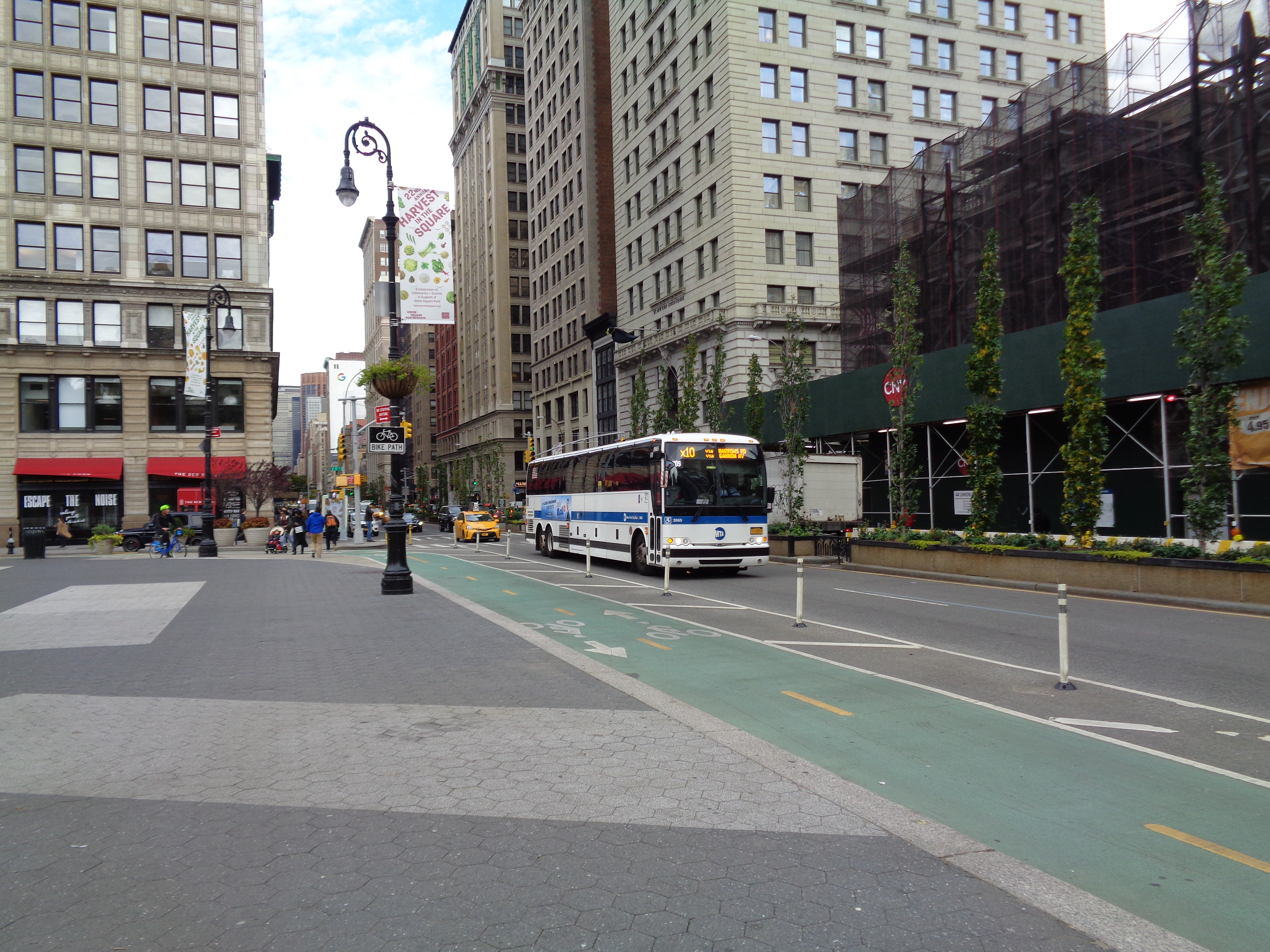
De rode kleur geldt niet internationaal. Dit fietspad in New York is groen.

Veel fietspaden maken deel uit van wegen die ook gebruikt worden door veel, of relatief veel autoverkeer. Een dergelijk pad is gerealiseerd als een verharde baan die aan de zijkant van het weggedeelte bedoeld voor auto's ligt en daarvan duidelijk gescheiden is, bijvoorbeeld door middel van een berm. Soms ligt het pad slechts aan één kant van de weg en dient het voor tweerichtingsverkeer, maar in stedelijke gebieden ligt meestal aan beide zijden van de weg (evenals trottoirs, die weer aan de zijkant van fietspaden gelegen zijn) een eenrichtingsfietspad. Deze paden zijn vaak uitgevoerd in een onderscheidende kleur, waarbij gekleurde tegels, verf of gravel als ondergrond dienen. In Nederland en Vlaanderen worden fietspaden meestal in steenrood uitgevoerd. Het eerste rode fietspad werd rond 1980 in Tilburg aangelegd. Fietspaden kunnen gemaakt zijn van betontegels (vaak 30 × 30 × 6 cm), straatwerk van klinkers of betonstenen, asfalt of in het werk gestort beton.

### Solitaire paden[3]
Er zijn ook vrijliggende fietspaden die geen weg begeleiden; die worden solitaire fietspaden genoemd. In stedelijk gebied gaat het hierbij om vaak korte trajecten die een verbinding leggen tussen wijken of stadsdelen. Dergelijke fietsinfrastructuur wordt vooral toegepast in nieuwe steden als Houten en Lelystad.
In landelijke en natuurrijke gebieden zijn solitaire fietspaden soms speciaal aangelegd voor recreatieve fietsers. Vaak zijn het ook beheerwegen van grondeigenaren die wel fietsers maar geen snelverkeer op hun terrein willen. Op het platteland zijn vooral in het oosten van Nederland de meeste paden met een eigen tracé aangelegd door rijwielpadverenigingen. Zulke paden worden dan ook vaak gebruikt als hoofdbestanddeel van recreatieve fietsroutes.
Voor solitaire fietspaden worden soms extra voorzieningen aangelegd zoals fietsbruggen en fietstunnels.

### Fietsstroken
Binnen stedelijke omgevingen komen verder nog wegen voor met rode fietsstroken, waarop de gedeeltes voor fietsers worden aangegeven door belijning en een op de weg geschilderd fietssymbool, wat het verplicht gebruik ervan voor fietsers inhoudt. In Nederland mogen motorvoertuigen niet stilstaan op deze fietsstroken, evenals op de rijbaan ernaast.

### Fietssuggestiestroken
Voorts zijn er fietssuggestiestroken die in rood of zwart kunnen zijn uitgevoerd. Zij hebben dezelfde belijning als de verplichte fietsstroken zonder het fietssymbool, maar men is niet verplicht daar gebruik van te maken. Ook mogen er auto's op stilstaan of geparkeerd worden. Een wettelijke status voor deze stroken ontbreekt.

### Fiets/bromfietspad
Een zogenaamd 'fiets/bromfietspad' is zowel voor fietsers als bromfietsers verplicht. Het komt alleen in Nederland veel voor. Het verscheen voor het eerst bij een revisie van het RVV van 1990. Voordien waren alle fietspaden ook bedoeld voor bromfietsen. Het wordt in het RVV geschreven zonder weglatingsstreepje. Op de rijbaan is de maximumsnelheid 45 kilometer per uur. Op het fiets/bromfietspad buiten de bebouwde kom is de maximumsnelheid 40 kilometer per uur. Op het fiets/bromfietspad binnen de bebouwde kom is de maximumsnelheid 30 kilometer per uur.

### Voetpad en fietspad (België)

Voetpad en fietspad (België)
Voetpad en fietspad (België)
Verplicht fietspad (België)

Een combinatiebord voor voetpad en fietspad bestaat in Nederland niet. De Nederlandse wetgeving schrijft voor dat voetgangers het fietspad volgen als er geen voetpad is.

## Bijzondere ontwerpen

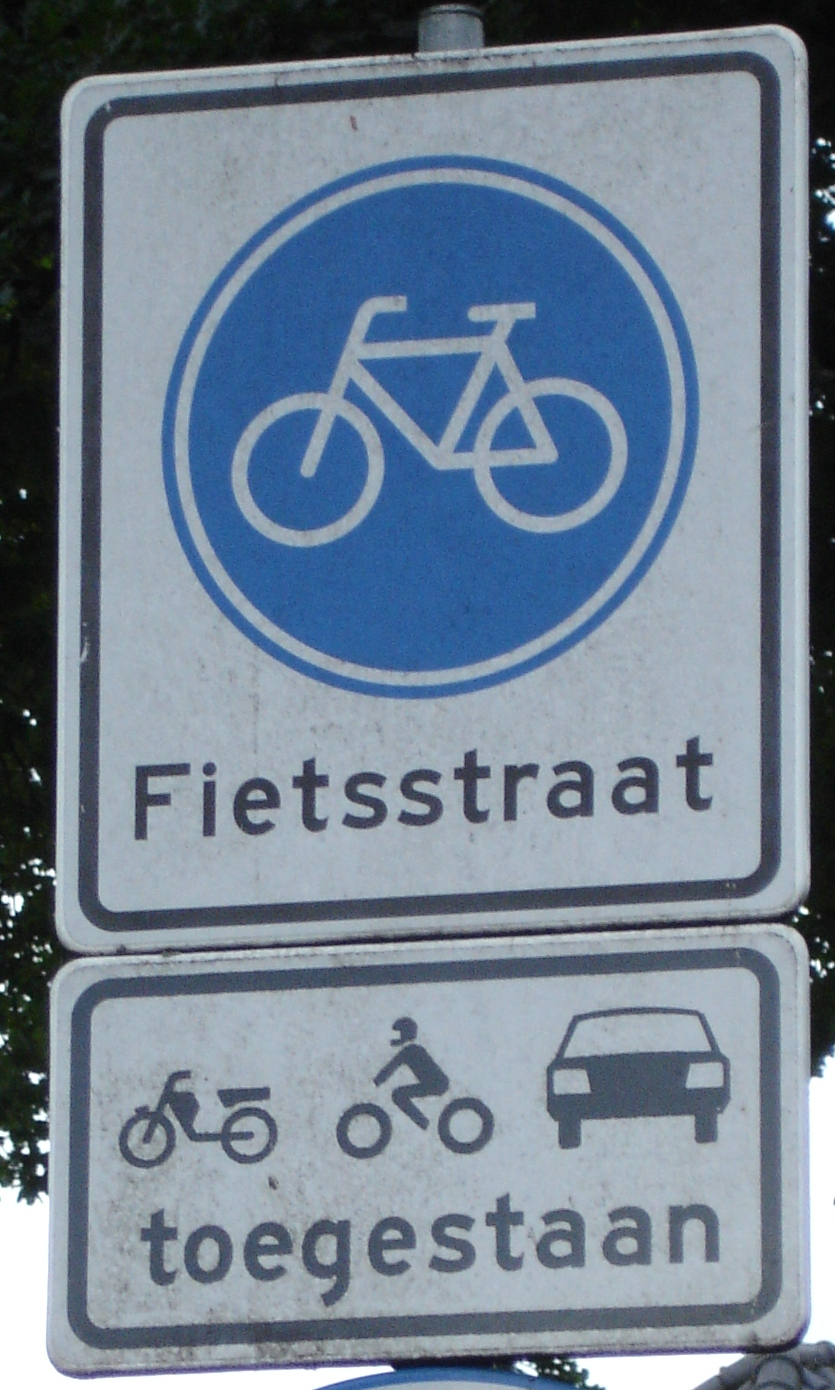
Fietsstraat (Nederland)
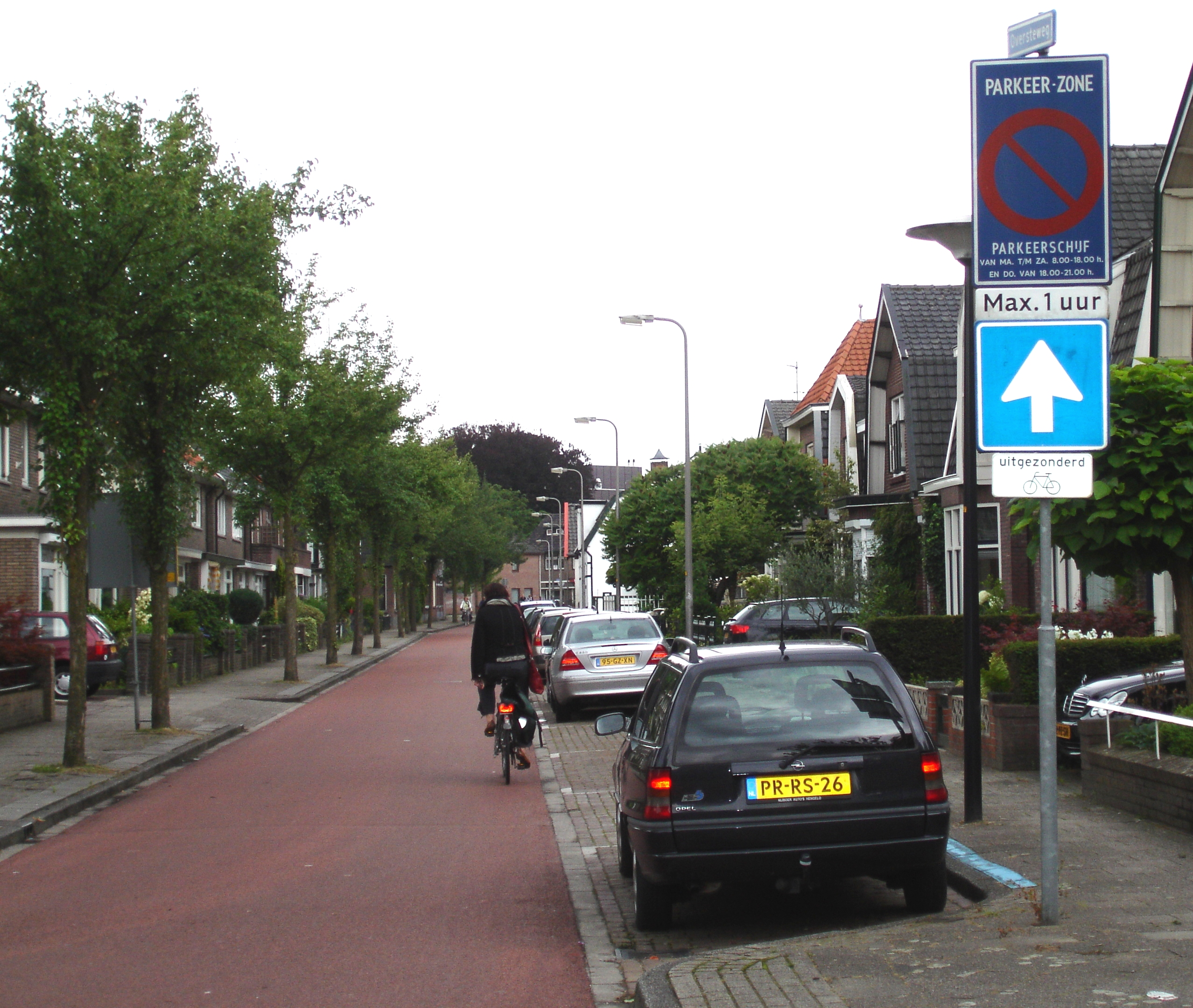
Juridisch gezien een weg, maar de kleur van het wegdek suggereert dat dit een fietsstraat is (Nederland)
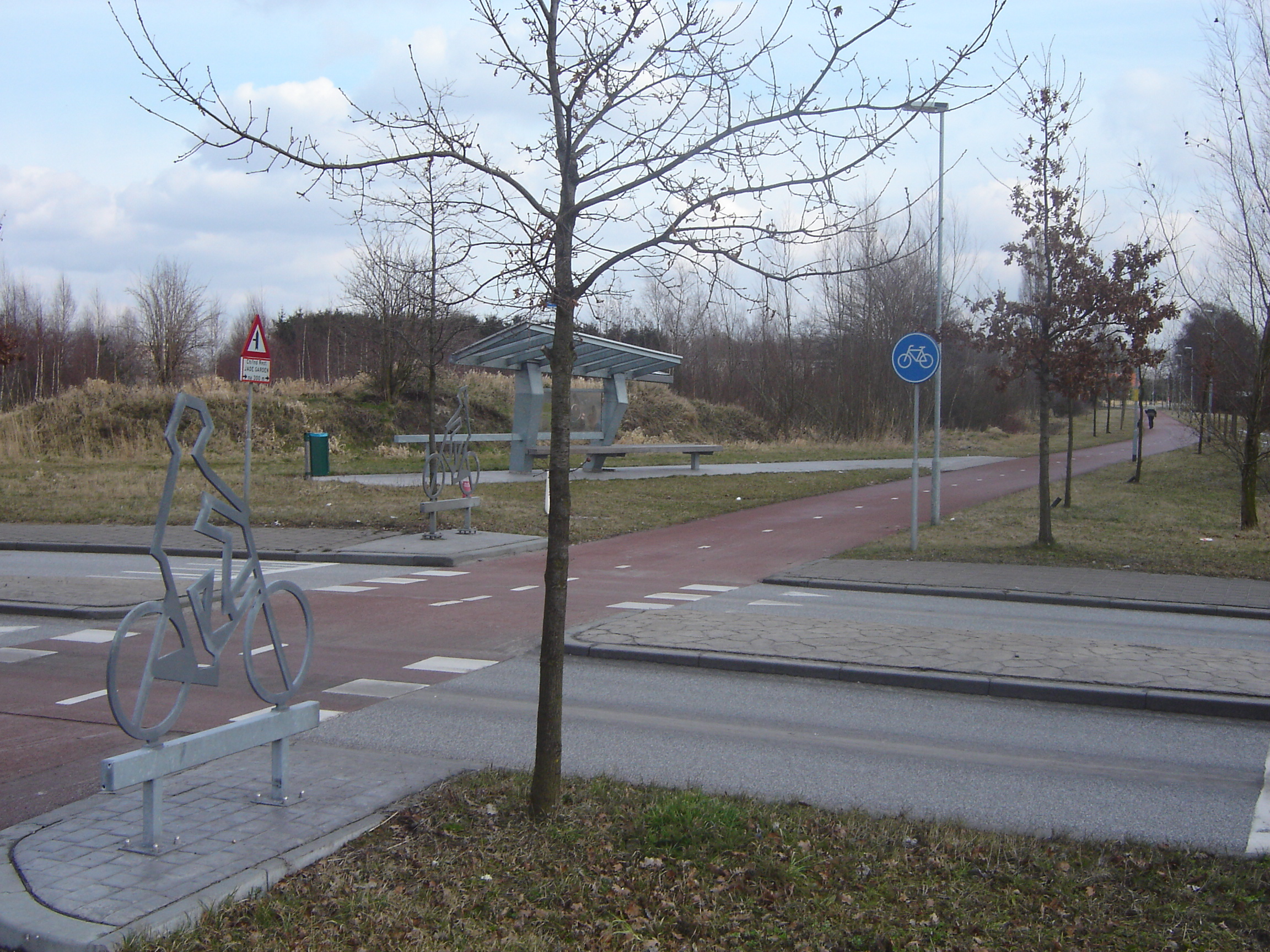
Fietssnelweg van Breda naar Etten-Leur (Nederland)
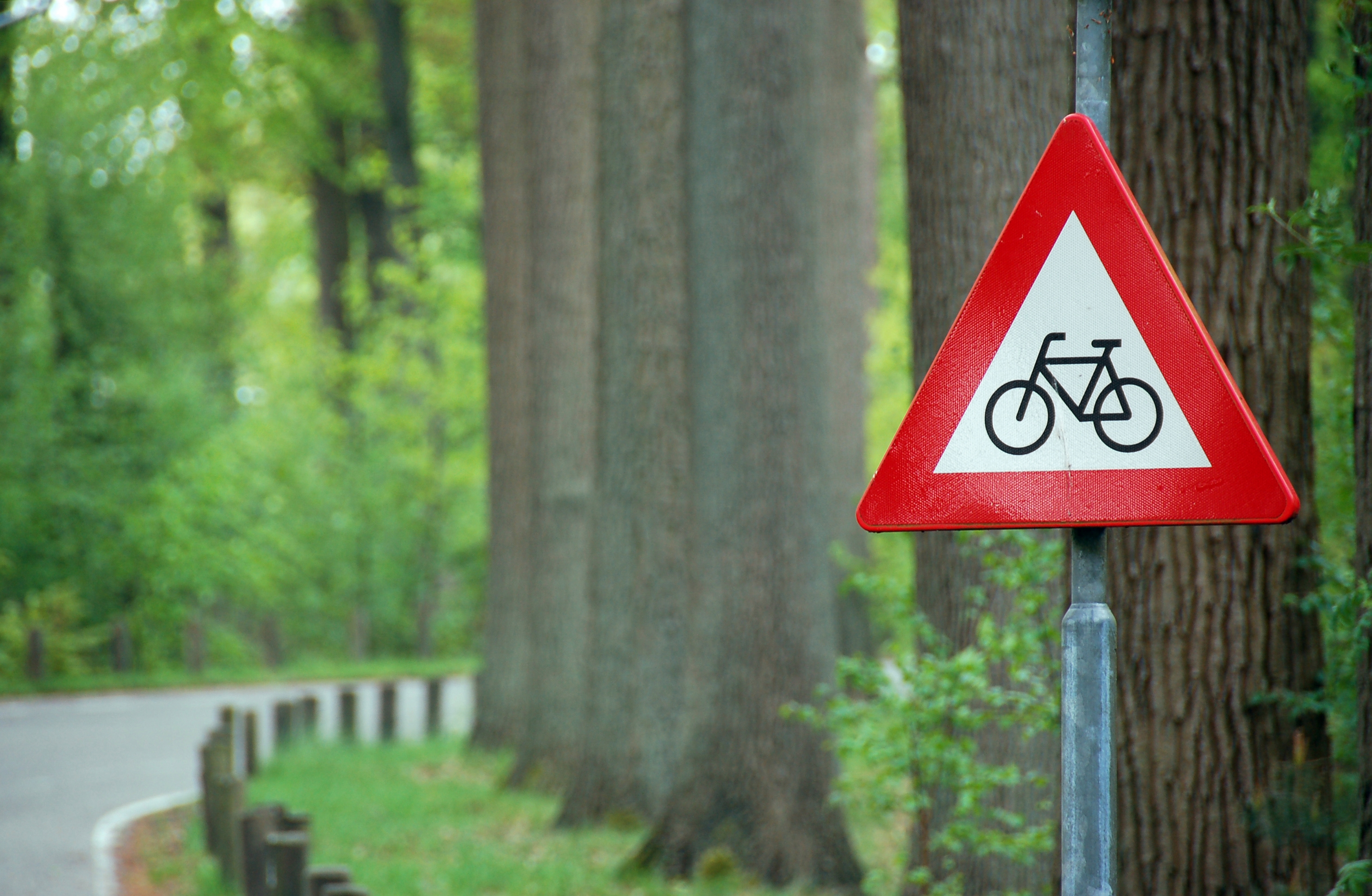
Fietsen op de straat in Breda (Nederland)

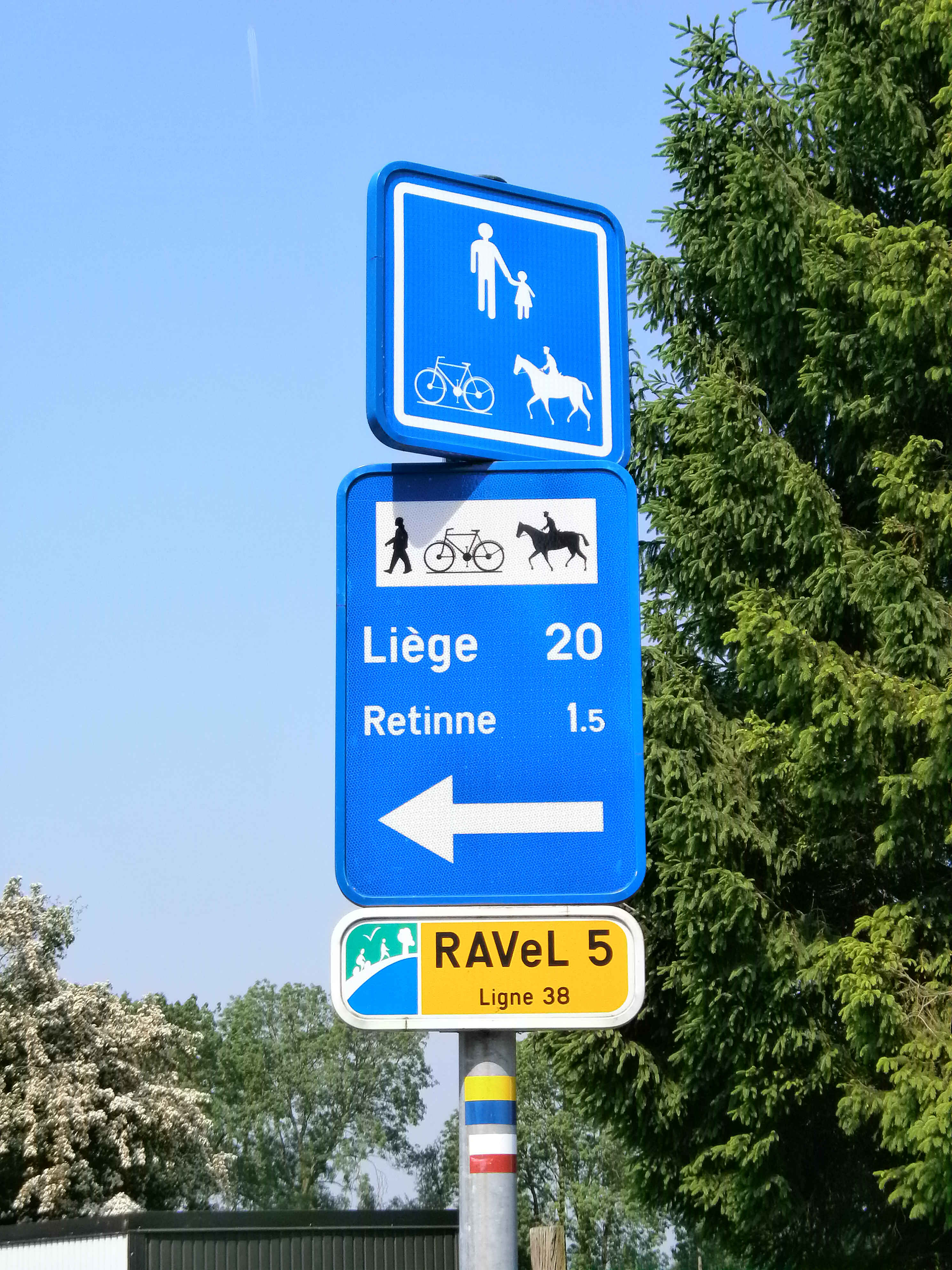
RAVeL-lijn in Wallonië

- Een ingericht fietspad dat tevens gebruikt wordt door auto's die daar 'te gast' zijn, is een fietsstraat.
- Ter bevordering van het fietscomfort in het woon-werkverkeer wordt op steeds meer trajecten een snelfietsroute aangelegd. De eerste routes waren tussen Breda en Etten-Leur. Doordat fietsers meestal overal voorrang genieten op het overige verkeer, kan men relatief snel afstanden overbruggen.
- De 'frietzak' is een taps toelopende fietsoversteekplaats voor twee richtingen fietsstromen. Het zorgt ervoor dat meer fietsers kunnen oversteken bij groen licht.[4]
- Onder andere in België, Duitsland, Frankrijk, Luxemburg en in Noord-Amerika worden, gestimuleerd door de AEVV-EGWA oude niet meer gebruikte spoorwegen ingericht als fietspad. De oude spoortrajecten hebben voor fietsers als voordeel dat ze meestal geen grote hoogteverschillen vertonen. Vaak zijn langs deze fietspaden nog restanten terug te vinden van de vroegere spoorlijn, zoals loodsen, stationsgebouwen, tunnels en bruggen. Een dergelijk fietspad van Nederland naar België (traject Tilburg - Turnhout), is aangelegd op het tracé van het vroegere Bels lijntje. Andere voorbeelden zijn de spoorlijn 83 tussen Zwevegem en het station van Kortrijk en de spoorlijn 62 tussen Oostende en Torhout. Ook bekend zijn de Westlandse fietspaden op de routes van de Westlandsche Stoomtramweg Maatschappij. Deze fietspaden vormen vaak de snelste routes tussen de dorpen.
- zangfietspad

## Fietspaden en veiligheid

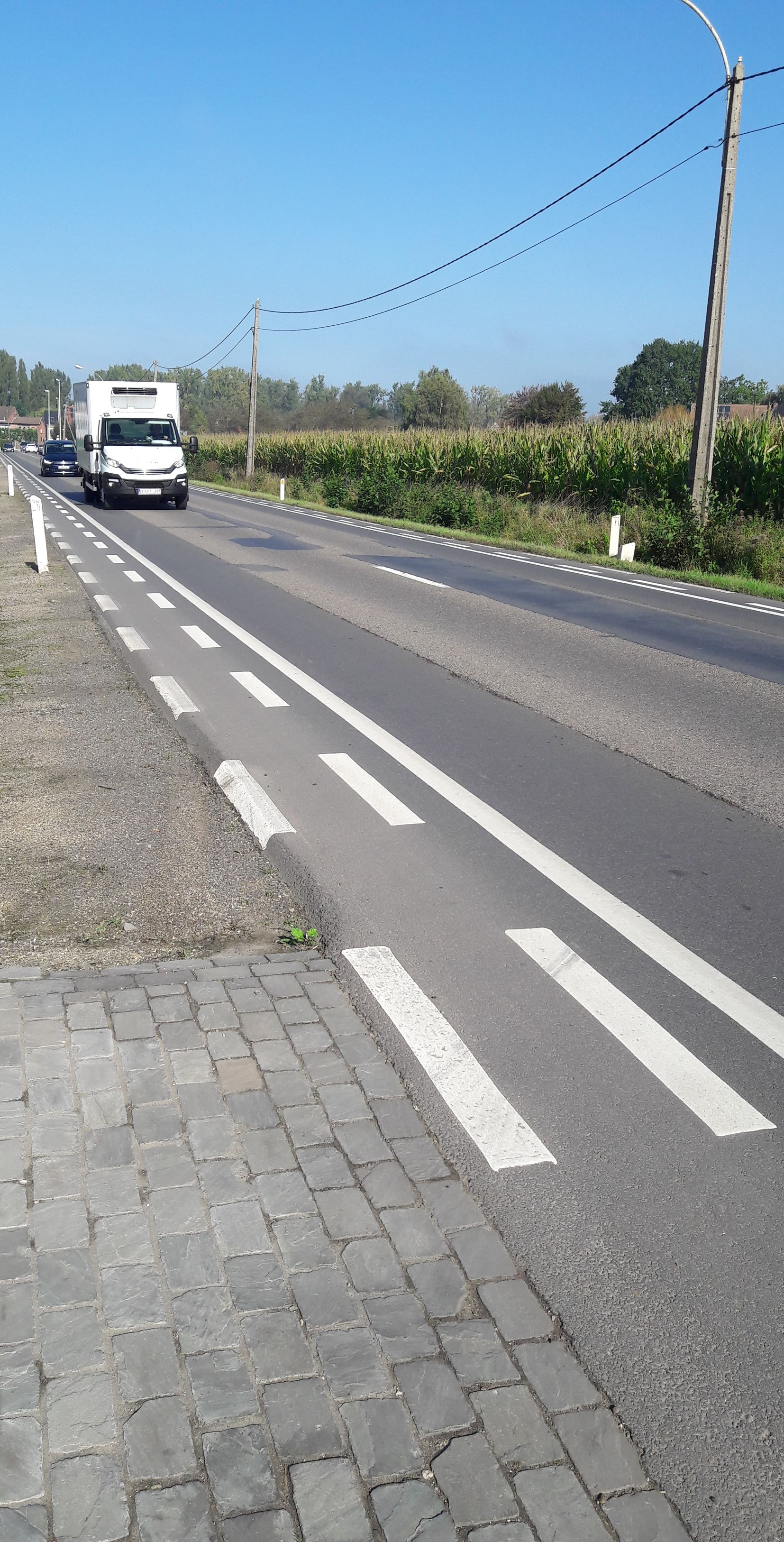
Smalle strook (75 cm) voor fietsers, rakelings langs autoverkeer (hier de N14). In België spottend “moordstrookje” genoemd.

Het geldt als algemeen geaccepteerd dat fietspaden de verkeersveiligheid bevorderen, mits de breedte van het fietspad is afgestemd op de hoeveelheid en type verkeer dat van dit fietspad gebruik maakt. Dit wordt onderschreven door de SWOV en CROW. Daarnaast zorgen vrijliggende fietsvoorzieningen voor een verhoogd veiligheidsgevoel en daardoor stimuleert dit het fietsgebruik.
Het grootste voordeel van fietspaden ten opzichte van fietsstroken, of helemaal geen fietsvoorziening, is de fysieke scheiding van auto- en fietsverkeer op wegvakken. Indien een fietsstrook gecombineerd wordt met het parkeren langs de weg, is het risico op ongevallen met geparkeerde auto's relatief hoog. Het CROW stelt daarom dat fietsstroken in combinatie met langsparkeren alleen toegepast kunnen worden op 30 km/h-wegen. Het combineren van fietsstroken met haaks parkeren wordt afgeraden. Vrijliggende fietspaden liggen of volledig los van de weg (veelal buiten de bebouwde kom) of tussen de parkeerstrook en het voetpad in (veelal binnen de bebouwde kom). Hier speelt deze problematiek nauwelijks, omdat het parkeren daar links van de fietser plaatsvindt, en er vaak een schrikafstand of groenstrook tussen het langsparkeren en het fietspad geplaatst wordt.
Er zijn oude onderzoeken die aantonen dat fietsstroken op kruispunten juist onveiliger zijn dan fietspaden. Deze studies zijn van vóór de eerste gedachten over Duurzaam Veilig. Het aanbrengen van snelheidsremmende voorzieningen op kruispunten kwam slechts spaarzaam voor. Brommers waren toegelaten op het fietspad en rotondes waren er alleen in de vorm van grote verkeerspleinen. De inrichting van kruispunten is sindsdien meer gericht op verkeersveiligheid.
De SWOV heeft aangetoond dat fietspaden smaller dan 180 centimeter ongevalsverhogend werken. De CROW-richtlijn zoals beschreven in de Ontwerpwijzer fietsverkeer is minimaal 2 meter voor een fietspad in enkele richting, en breder bij een hoge intensiteit (of indien verkeer vaak een bepaalde samenstelling heeft, zoals veel duofietsers op een schoolroute).

## Verkeerstekens Nederland
In Nederland wordt onderscheid gemaakt tussen een verplicht fietspad (bord G11) en een onverplicht fietspad (bord G13). Een verplicht fietspad is altijd onderdeel van een weg met een of meer rijbanen, en houdt in dat fietsers deze rijbanen niet mogen volgen. Dit geldt echter alleen voor gewone fietsen: fietsen breder dan 75 cm of fietsen met een brede aanhanger mogen de rijbaan wél volgen.
Soms plaatst de wegbeheerder een geslotenverklaring (bord C14 of C15) op de rijbaan. Dit is in principe niet nodig als er een verplicht fietspad, respectievelijk fiets/bromfietspad is. Het voorkomt wel dat fietsen die breder zijn dan 75 cm van die rijbaan gebruik mogen maken. Tevens is zo'n geslotenverklaring geen overdaad als het fietspad niet goed zichtbaar is, op enige afstand van de rijbaan ligt of zich aan de linkerkant van de weg bevindt.
Op een onverplicht fietspad zijn snorfietsen en scooters (max. 25 km/h) met ingeschakelde motor verboden, behalve elektroscooters. Dit geldt ook als het onverplichte fietspad een solitair fietspad is, d.w.z. niet ligt langs een rijbaan.

G11: Verplicht fietspad in Nederland
G12: Einde verplicht fietspad in Nederland
G12a: Fiets/bromfietspad (Nederland)
G12b: Einde fiets/bromfietspad (Nederland)
Oude versie (tot 1990)

G13: Onverplicht fietspad in Nederland
G14: Einde onverplicht fietspad in Nederland
C14: Gesloten voor fietsen en voor gehandicapten- voertuigen zonder motor
C15: Gesloten voor fietsen, bromfietsen en gehandicapten- voertuigen

### Geschiedenis
Tot 1985 mocht een tweewielige fiets niet breder zijn dan 75 cm. Een driewielige fiets en een fiets met zijspan- of aanhangwagen had tot dan een maximale breedte van 150 cm en gold als onbespannen wagen, mocht dus niet op een fietspad rijden, zelfs als hij niet breder was dan 75 cm.
Tot 1 januari 2011 waren op de onverplichte fietspaden (G13) alle snorfietsen en scooters (max. 25 km/h) verboden met ingeschakelde motor.

## Verkeerstekens buiten Nederland en Vlaanderen

In Nederland mag men lopen op een fietspad als er geen voetpad is. In Duitsland en andere landen wordt dat met dit bord aangeduid.
Er bestaat ook een combinatiebord als fietspad en voetpad naast elkaar liggen, zoals in België
De Duitse fietszone
Het einde van de Duitse fietszone
Onverplicht fietspad in Frankrijk (afbeelding) en Oostenrijk